# Єрванд Кочар
 Єрванд Кочар (вірм. Երվանդ Քոչար; *26 липня 1899, Тіфліс — 21 серпня 1979, Єреван) — відомий вірменський скульптор, графік, художник.

## Біографія коротко
Народився в Тіфлісі (тепер Тбілісі, Грузія) в родині заможного чиновника. Вірмен за походженням. Навчання почав в Несресянівській семінарії, де захопився малюванням. У 1915–1918 рр.займався в Школі живопису і скульптури під керівництвом Татевосяна. Незважаючи на економічну скруту і громадянську війну у 1918 році дістався Москви, де навчався в Вільних художніх майстернях (пізніше ВХУТЕМАС). В 1919 р. повернувся в Тіфліс, у 1921 р. перебрався до Стамбулу, а звідти в Венецію, де у 1922-23 рр. викладав малювання в школі при вірменському монастирі Св. Лазаря. З 1923 року жив і навчався в Парижі. У 1933 році перебрався в Єреван. В пізній період творчості займався більше монументальною скульптурою. Помер в Єревані 1979 року.

## Живопис і графіка Кочара

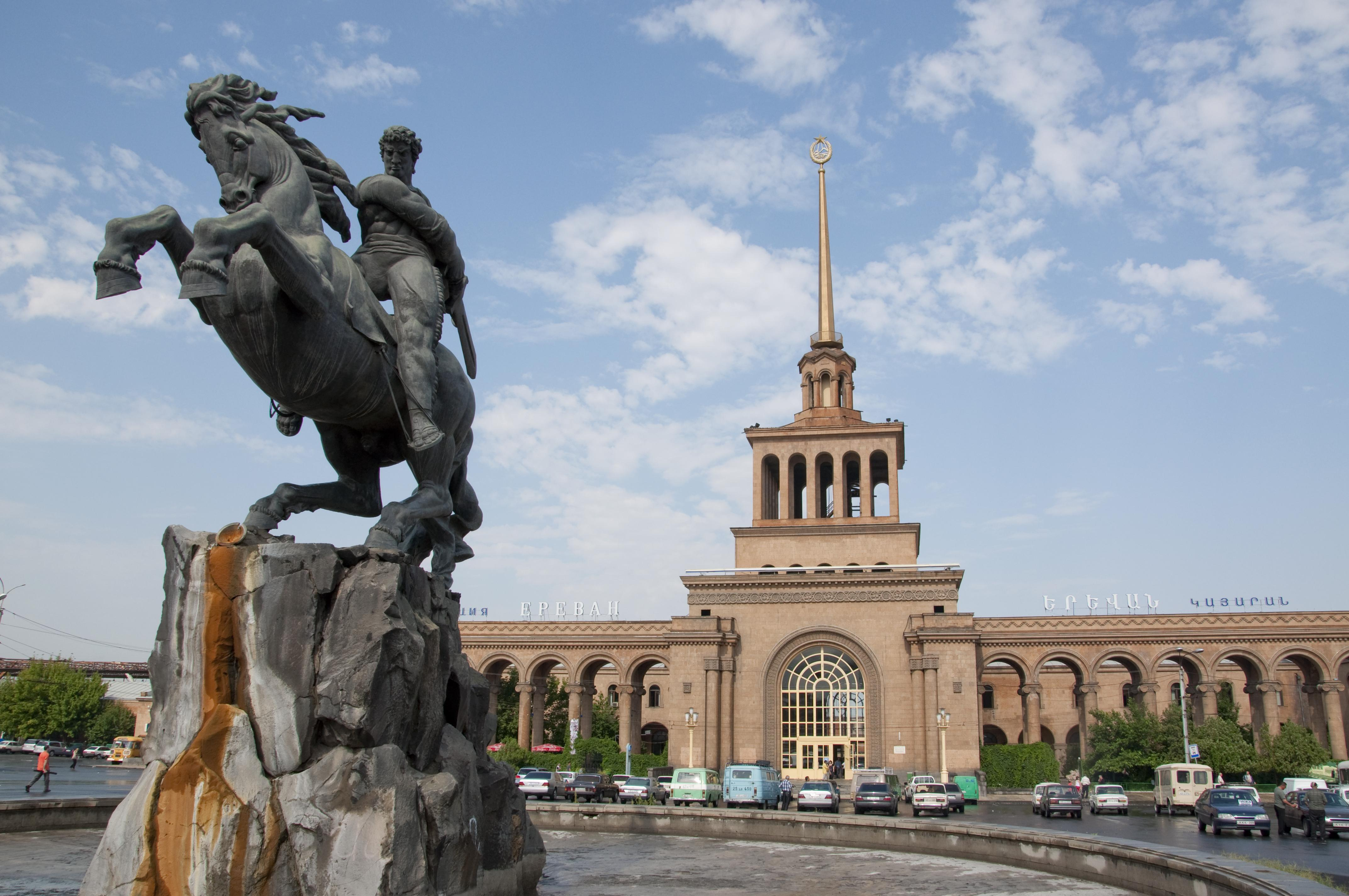
Скульптор Кочар. Давид Сасунський.

Малював жанрові композиції і натюрморти. Мав хист до створення символічних та епічних творів, захоплювався стилізаціями, формальними пошуками ще за життя в Парижі («Родина — різні покоління», 1925, «Дівчина з яблуком», 1926) .
Не полишав зайнять графікою і до 1939 року створив серію світлин до героїчного вірменського епосу «Давид Сасунський». Окрасою світлин стала незвична техніка майстра, що імітувала на папері стародавні, трохи пошкоджені часом кам'яні рельєфи (Картинна галерея Вірменії).

## Кочар-скульптор
Ще значнішими і важливими для мистецтва Вірменії 20 століття стали монументальні твори Кочара в скульптурі. Кочар створив стилістично вишукану, національно значущу фігуру-монумент «Орел Звартноца», що був символічним дороговказом на шляху до стародавнього храму Звартноц (бронза, 1955 р.)

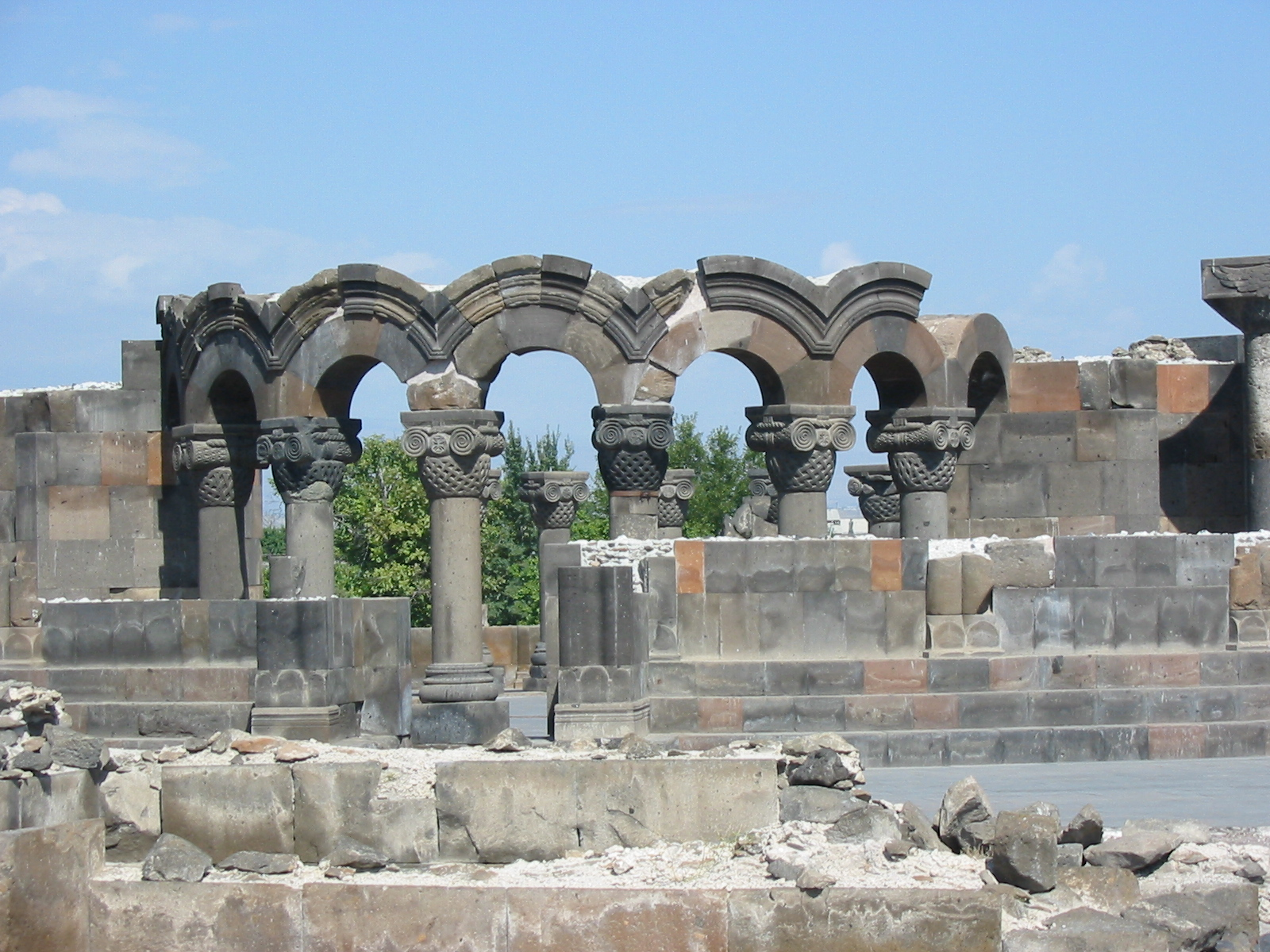
Вірменія.Руїни храму Звартноц.
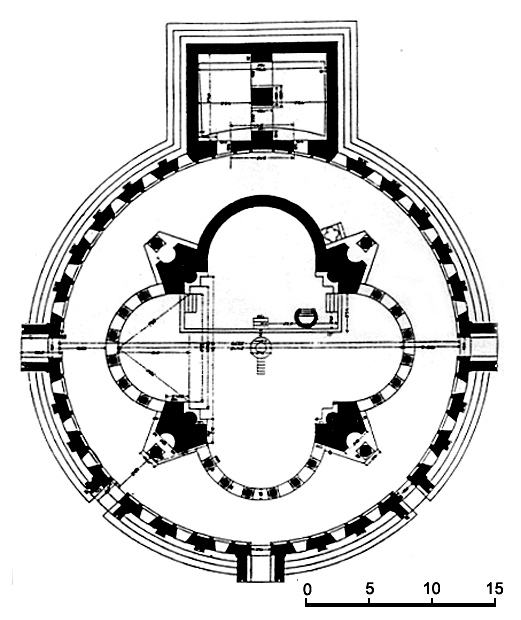
Поземний план храму Звартноц.
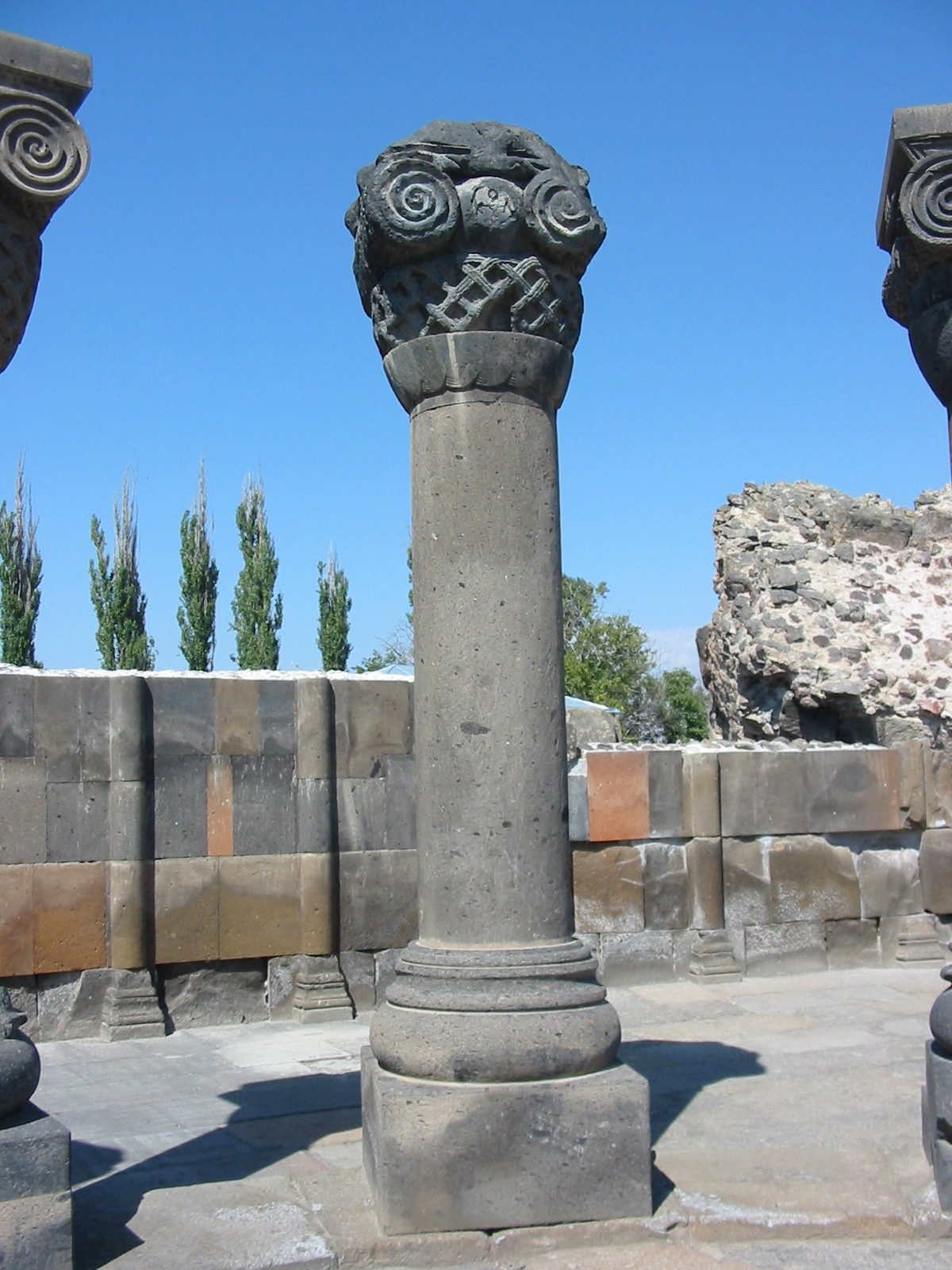
Залишки храму Звартноц.

Візитівкою столиці Єреван став другий монумент Кочара — Давид Сасунський, що поєднав великий кінний монумент і невеличкий фонтан (бронза, 1959 р.)